# Promenadorquestern
Promenadorquestern och med baletten paletten, PQ, är den officiella studentorkestern för Tekniska Högskolans Studentkår vid Kungliga Tekniska högskolan i Stockholm. Studentorkesterns uniform utgörs av föreningens gul-svarta färger tillsammans med en variation av B-fracken som kallas P-frack. De anordnar traditionsenligt en vårkonsert varje år men framträder även i andra sammanhang, exempelvis vid mottagningen i Stadshuset för nya KTH-studenter. Musikstilen är en variation av tradjazz, klassisk, marsch- eller brunnsmusik med paradnummer som Zambezi och Tiger Rag.

## Historia
Orkestern bildades år 1956, i samband med Den ärorika revolutionen, då Konglig Elektrosektionen gjorde revolution mot dåvarande kårordförande Sigvard Bahrke. Detta var när denne beslutat att ge Kemisektionen den gula färgen, som tidigare förknippats med Konglig Elektrosektionen. En revolutionsorkestern skapades som snart kallade sig för Promenadorquestern. Orkesterns färger är därför svart och gult. Två år senare tillkom baletten Paletten .
PQ huserar i Kårhuset Nymbles källare, i sin lokal Sqrubben, tillsammans med Kongl. Teknologkören.

## PQ-bussen
Föreningen har sedan 1980-talet ägt flera bussar, där samtliga utmärkt sig tydligt med den gul-svarta tigerrandiga målningen i föreningens färger.
I juni 2011 uppmärksammades PQ i tysk media då orkesterns buss under pågående turné stoppats av polis i Stuttgart och vid inspektion befunnits nicht betriebs- und verkehrssicher vilket ledde till omedelbart körförbud och strandsatt orkester. 

## Diskografi
- World of Brass (1957)
- Tekniska Högskolans Promenadorquester (1964)
- Presentation med bland annat Goldfinger, Karlsson... (1965)
- Onyanserat med Promenadorquestern (Kenneth Records, 1973)
- Orepat med Promenadorquestern (1976)
- Osqrubbat med Promenadorquestern (1981)
- Osquldsfullt med Promenadorquestern (1986)
- Oerhört (1990)
- Opluggat (1996)
- Oqult (2001)
- Oförglömligt (2006) – Samlingsalbum i samband med 50-årsjubileum